# Dave Jerden
Dave Jerden, född 25 juli 1949, död 5 februari 2025 i Los Angeles, Kalifornien, var en amerikansk musikproducent, ljudtekniker och ljudmixare. 
Jerden började sin karriär i slutet av 1970-talet med att vara ljudtekniker och ljudmixare främst i Eldorado Recording Studios för artister och band som Talking Heads, David Byrne, Frank Zappa, Mick Jagger och The Rolling Stones. Jerden började sin bana som musikproducent sent under 1980-talet när han samarbetade med bland annat Jane's Addiction, Alice in Chains och Red Hot Chili Peppers. I mitten av 1990-talet kände han att han ville vara mindre verksam. Han fortsatte att producera album, men experimenterade även med såväl analoga som digitala ljud. Jerden var delägare i Tranzformer Studio som ligger i Burbank, Kalifornien.

## Diskografi (i urval)
- 1980: Remain in Light - Talking Heads
- 1981: My Life in the Bush of Ghosts - David Byrne/Brian Eno
- 1981: The Red and the Black - Jerry Harrison
- 1983: The Man from Utopia - Frank Zappa
- 1983: Future Shock - Herbie Hancock
- 1984: The Red Hot Chili Peppers - Red Hot Chili Peppers
- 1985: She's the Boss - Mick Jagger
- 1986: Dirty Work - The Rolling Stones
- 1988: Nothing's Shocking - Jane's Addiction
- 1989: Mother's Milk - Red Hot Chili Peppers
- 1990: Social Distortion - Social Distortion
- 1990: Ritual de lo Habitual - Jane's Addiction
- 1990: Facelift - Alice in Chains
- 1991: The Reality of My Surroundings - Fishbone
- 1992: Break Like the Wind - Spinal Tap
- 1992: Somewhere Between Heaven and Hell - Social Distortion
- 1992: Sap - Alice in Chains
- 1992: Dirt - Alice in Chains
- 1993: Sound of White Noise - Anthrax
- 1997: Hang-Ups - Goldfinger
- 1997: Ixnay on the Hombre - The Offspring
- 1998: Americana - The Offspring
- 2001: The Pleasure and the Greed - Big Wreck
- 2001: Cringe - Cringe
- 2003: Before Everything & After - MxPx
- 2013: Entitled - Richie Ramone